# Douglas Bradley
Douglas Bradley (født 7. september 1954) er en engelsk skuespiller. 

## Biografi
Douglas Bradley blev født i Liverpool i 1954. Han gik i gymnasiet på Quarry Bank High School. Som helt ung, i skoletiden, mødte han Clive Barker. Det blev til et venskab, som skulle strække sig mange år frem i tiden. I 1977 flyttede Bradley til London, hvor han sammen med Barker stiftede den progressive teatergruppe Dog Company. Mens at Barker, sammen med vennen Peter Atkins, skrev manuskripter, begyndte Bradley at spille skuespil. Teatergruppen blev, efter en række succesfulde optrædener på Edinburgh Festival, opløst i 1982.
I 1973 medvirkede Bradley i sin første film Salome, hvor han spillede Kong Herodes. Først fjorten år senere medvirkede han i den første Hellraiser film, som er baseret på Clive Barkers roman "The Hellbound Heart". 
Douglas Bradley blev optaget i skrækfilmenes hall of fame, for sin rolle som den berygtede og forhadte Pinhead, klosterbrødrenes leder i skrækfilmene Hellraiser. En rolle som han har besat siden den første Hellraiser film blev indspillet i 1987. I dag (2005) er der udkommet otte Hellraiser film. 
Bradley har medvirket i 26 film, været gæstestjerne i 6 TV serier, medvirker på DVD'en Boogeymen: The Killer Compilation (2001) for sin rolle som netop dæmonen fra Hellraiser filemene Pinhead / kaptajn Elliot Spencer. Derudover har han skrevet bogen "Behind the mask of the horror actor", som er udgivet af Titan Books i 1996. Han har også medvirket som gæste vocal på Cradle of Filths cd Midian samt i musikvideoen "Her Ghost in the Fog".
Han bor sammen med sin kone Lynne og hans to børn. Han har en kat og en Macintosh.

## "Behind the mask of the horror actor" af Douglas Bradley
Bogen handler om Bradleys syn på filmverdenens uhyrer, og på de der spiller dem. Behind the mask of the horror actor giver dig en rejse ind i rædslernes univers, begyndende med de tidligere uhyrer spillet af bl.a. Lon Chaney, Boris Karloff og Christopher Lee som henholdsvis The Hunchback, Frankensteins monster og Dracula. 
Bogen tager dig også med på en tur ind i de moderne uhyrers verden. Interviews med bl.a. Freddy Krueger, spillet af Robert Englund, Jason Vorheers, spillet af bl.a. Kane Hodder og Leatherface, som er spillet af Gunnar Hansen. Bogen slutter af med Bradleys eget syn på hans rolle som Pinhead i filmen Hellraiser.

### Film
1973: Salome som Kong Herodes

1978: The Forbidden

1987: Hellraiser 1 som Pinhead

1988: Hellbound: Hellraiser 2 som Pinhead / kaptajn Elliot Spencer

1990: Nightbreed som Dirk Lylesberg

1992: Hellraiser 3: Hell on Earth som Pinhead / kaptajn Elliot Spencer

1993: Shepherd on the Rock som James Culzean

1995: Proteus som Leonard Brinkstone

1995: The Big Game (TV) som Harry Wolf

1996: Jim's Gift (TV)

1996: Hellraiser: Bloodline som Pinhead

1996: La Lengua asesina som Headwig

1998: Driven som Erik Myers

1998: Archangel Thunderbird (TV) som dr. Churchill

1999: An Ideal Husband som Douglas Bradley

2000: Hellraiser: Inferno som Pinhead

2001: Judge John Deed: Exacting Justice (TV) Inspector Lannon

2001: On Edge som dr. Matthews

2002: Hellraiser: Hellseeker som Pinhead

2002: Red Lines som Teacher

2003: Dominator som Dr. Payne's stemme

2005: The Commander: Black Dog (TV) som Tim Gad

2005: The Prophecy: Uprising som Laurel

2005: Hellraiser: Deader som Pinhead

2005: Hellraiser: Hellworld som Pinhead

2005: Urbane som Richard Germanine